# Пять недель на воздушном шаре
«Пять недель на воздушном шаре» (фр. Cinq semaines en ballon) — первый приключенческий роман Жюля Верна. Книга впервые выпущена в 1863 году во Франции, Англии, в Европе и других странах. На русском языке книга впервые выпущена в Российской империи.

## История создания
В 1862 году Верн предоставил издателю Пьеру-Жюлю Этцелю полуавтобиографический роман «Путешествие в Англию и Шотландию задом наперёд», который Этцель отверг. Издатель принял другое произведение Верна «Пять недель на воздушном шаре». Контракт между издателем и Верном был подписан 23 октября 1862 года. Книга вышла в свет в январе следующего года. Иллюстрации к роману подготовили художники Эдуард Риу и Анри Монто.

## Сюжет
Роман начинается 14 января 1862 года. Некий доктор Самуэль Фергюсон, член Географического общества Лондона, вместе со слугой Джо и другом Диком Кеннеди отправляется в путешествие по Африке (на то время неизведанной) на воздушном шаре, наполненном водородом. Фергюсон изобрёл механизм, благодаря которому не надо выпускать газ или сбрасывать балласт, поэтому на таком шаре можно путешествовать очень далеко. В романе присутствуют ссылки на экспедиции сэра Ричарда Фрэнсиса Бёртона и Джона Хеннинга Спика в Восточной Африке, а также экспедицию Генриха Барта в Сахару и Чад.
21 февраля винтовой пароход «Решительный» (Resolute) поднял якорь и отплыл на юг, чтобы 30 марта обогнуть мыс Доброй Надежды (9 гл.) и через Мозамбикский пролив прибыть 15 апреля на Занзибар, поскольку пересечь Африку, ввиду пассатов, лучше всего с востока на запад.
Путешествие на воздушном шаре «Виктория» начинается на восточном побережье Занзибара (владение имама Маската) и проходит через гору Рубехо (Восточный рифт), Танганьика (17 гл.), озеро Виктория (18 гл.), реку Белый Нил (19 гл.), пустыню Сахара (24-29 гл.), царство Адамауа и реку Бенуэ (29 гл.), реку Шари и озеро Чад (31 гл.), город Гао и реку Нигер (38 гл.), Томбукту (39 гл.), реку Сенегал (43 гл.). Собственно в водах Сенегала (в районе Гуинского водопада) воздушный шар и гибнет, но отважные путешественники попадают в руки французских колониальных властей, которые на пароходе «Базилика» переправляют их к 10 июня в Сен-Луи (44 гл.). Оттуда английский фрегат переправляет путешественников в Портсмут и, далее, 25 июня 1862 года они возвращаются в Лондон.
В книге герои совершают географические открытия и вынуждены бороться с местным населением и окружающей средой. За время романа герои:
- Спасают французского миссионера-лазариста из племени, которое собралось принести его в жертву (впоследствии монах все же умирает от ран);
- Терпят нападение кондоров (в Африке они не водятся), причём Джо спасая воздушный шар от падения выпрыгивает из него в озеро Чад.
- Едва спасаются от отрядов племени талиба, когда шар сдувается.

Персонажи остаются живы в основном благодаря неимоверному упорству и везению — от многих злоключений они спасаются, когда шар неожиданно сдувает с опасного места или когда они смотрят в нужном направлении. В романе также есть ссылки на высшую силу, которая наблюдает за героями.

## Персонажи
Главный герой доктор Фергюсон описывается как мужчина 40 лет с бесстрастным лицом, сангвиническим темпераментом и добрыми глазами. К чертам характера главного героя отнесены бесстрашие, ум, находчивость и любовь к чтению. Главный герой был сыном капитана английского флота и служил в бенгальском инженерном корпусе, но вышел в отставку и стал корреспондентом Дейли телеграф. Помощник главного героя шотландец Дик Кеннеди — откровенный, решительный и упрямый. Друзья служили в одном полку в Индии. Слуга Фергюсона Джо - жизнерадостный молодой парень, готовый, тем не менее, пожертвовать жизнью ради своих спутников по путешествию.

## Конструкция воздушного шара
Аэростат «Виктория» представлял собой шар объемом приблизительно в девяносто тысяч кубических футов. Оболочка была изготовлена из лионской тафты, пропитанной гуттаперчей. Круглая корзина, имевшая в диаметре пятнадцать футов, была сделана из ивовых прутьев на легкой железной основе. Из приборов в корзине имелись термометр, барометр, компас, секстант. В качестве топлива используется водород, добываемый из воды (966 галлонов), серной кислоты (1860 галлонов) и железа (16050 фунтов). Жюль Верн полагал, что аэростаты могут достичь других планет (Луны, Марса, Юпитера, Сатурна и Нептуна). Высота полета аэростата достигала двенадцати тысяч футов (16 гл.). Скорость полета (при благоприятном ветре) до 150 км в час.

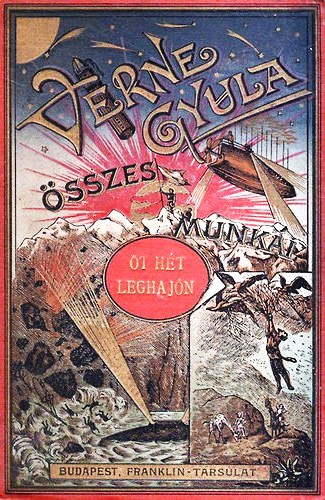
Обложка венгерского издания 1908 года

## Экранизации
- 1961 — «Полёт на воздушном шаре» (Flight of the Lost Balloon) режиссёра Натана Юрана (США).
- 1962 — «Пять недель на воздушном шаре» (Five Weeks in a Balloon) режиссёра Ирвина Аллена (США).